# Ofensiva de Villarreal
La ofensiva de Villarreal u ofensiva de Legutio fue un episodio bélico acontecido durante la guerra civil española, donde tropas republicanas del frente de Vizcaya intentaron tomar la ciudad vasca de Vitoria, la cual se hallaba en poder de los sublevados desde julio de 1936.

## Antecedentes
Vizcaya, junto a la entonces provincia de Santander y el oeste de Asturias se hallaban aisladas del resto del territorio español controlado por el gobierno de la Segunda República Española. Este sector del territorio republicano de la Cornisa Cantábrica había quedado también aislado de Francia después de que tropas nacionalistas tomasen la ciudad de Irún en septiembre y completaran la ocupación del resto de la práctica totalidad de la provincia de Guipúzcoa. Hacia finales de año, como los sublevados están concentrando su esfuerzo sobre Madrid, el gobierno de la República pide a las fuerzas vizcaínas del gobierno autónomo presidido por José Antonio de Aguirre que rompan el frente, por lo que se organiza la ofensiva de Villarreal.
A corto plazo, se pretendía reducir la presión de los nacionalistas sobre Madrid y a largo plazo romper el frente de los rebeldes en Álava para que las tropas del frente norte republicano pudieran converger con las fuerzas del centro de la Península que hipotéticamente se lanzarían a la ofensiva en los frentes de Aragón y Guadalajara. Este último proyecto sería inviable en la práctica debido a la real situación de las fuerzas republicanas en ambos sectores y por el estado aún poco avanzado de organización del Ejército Vasco en comparación a las fuerzas sublevadas a las cuales debería enfrentarse.

## Preparación del ataque

### El nuevoEusko Gudarostea
Las tropas encargadas de esta operación pertenecían mayormente al Ejército Vasco o Eusko Gudarostea, fundado a inicios de agosto de 1936 en el territorio vasco leal al gobierno republicano, y se hallaban bajo el mando efectivo del Gobierno vasco dirigido por el lehendakari José Antonio Aguirre, quien a su vez había asumido también el puesto de comandante en jefe de las tropas vascas. Serían los mandos del Ejército Vasco quienes diseñarían la mayor parte del plan de ataque, aceptado después por dos oficiales profesionales: el mayor Francisco Ciutat de Miguel y el comandante Alberto de Montaud y Noguerol, jefe del Ejército del Norte creado por la República.
Del nuevo Eusko Gudarostea estaba prevista la participación en la ofensiva de 29 batallones, apoyados por 5 compañías de Ingenieros, 25 cañones y 8 carros blindados. No obstante, también se logró el apoyo de las tropas republicanas apostadas en Santander que atacarían en simultáneo hacia Miranda de Ebro, al ser evidente la gran importancia táctica que tendría para el bando republicano la toma de Vitoria.

### Plan de ataque
En cuanto al frente de Álava se plantea el ataque sobre la base de tres ejes, el primero partiría de Amurrio y debería ocupar Murguía, el segundo partiría desde Ochandiano con el objetivo de tomar Villarreal tras cercarla por el lado oeste, y el tercero tendría que tomar Arlaban e Izusquiza para cercar Villarreal por el este. Conseguidos estos objetivos, la llanada alavesa quedaba a merced de los republicanos y con ello era posible atacar frontalmente Vitoria. 
Por otro lado, el Ejército de Santander pretende atacar Espinosa de los Monteros y Miranda de Ebro, aumentando la presión republicana sobre Vitoria. Este plan hace que el gobierno vasco anule el ataque a Murguia, siendo que se reformula la ofensiva dejando sólo dos columnas de tropas vascas que rodearían Villarreal por el este y el oeste.

## Ofensiva del Euzko Gudarostea

### Comienzo del ataque
El ataque comienza el 30 de noviembre con bombardeos de artillería que preparan el terreno a la infantería. Las tropas atacantes llegan a cercar Villarreal a escasos 3 km del núcleo urbano. La plaza está defendida por una compañía de requetés y dos batallones sublevados de montaña, una sección de ametralladoras y una batería de artillería de montaña del ejército regular, con un total de 600 hombres mandados por el teniente coronel Ricardo Iglesias Navarro. Por el contrario, los atacantes cuentan con un total de 2900 soldados, más 1400 en la reserva.

### El ataque vizcaíno se estanca
Los días 1 y 2 de diciembre se mantiene el cerco republicano sobre Villarreal, pero al haber anulado el ataque de Murguía, los defensores pueden seguir en contacto con la retaguardia de los sublevados, que manda tropas de refuerzo, mientras que las fuerzas republicanas vascas no logran avanzar y las fuerzas atacantes se retiran habiendo sufrido unos 1000 muertos. Se mantiene la ofensiva por varios días, durante los cuales la artillería republicana bombardea Villarreal sin resultado alguno, mientras que las fuerzas de infantería del Euzko Gudarostea se hallan estancadas ante una fuerte resistencia de los sublevados, la cual, a diferencia de lo sucedido con las unidades del Gobierno de Euzkadi, estaba formada por tropas con mayor instrucción militar, como eran los requetés y soldados regulares.
Inclusive, a partir del día 9 los sublevados recuperan algunas pequeñas posiciones ganadas días antes por el Ejército vasco, hasta que el 12 de diciembre se realiza un masivo ataque republicano que causa severas bajas a los sublevados, pero que es finalmente rechazado al anochecer. Un problema de las fuerzas vascas es que la instrucción militar de sus tropas era entonces muy precaria, además de tratarse de soldados novatos en su gran mayoría, pertenecientes a improvisados batallones formados pocas semanas antes del inicio de la ofensiva sobre la base de la fusión de compañías de milicianos independientes; estos defectos no pudieron subsanarse fácilmente en plena batalla. El Ejército Vasco aún se hallaba entonces en etapa de formación, y los pocos oficiales profesionales disponibles en él no podían dirigir eficientemente a sus tropas, que carecían de capacidad para afrontar una ofensiva, ni mantener la comunicación adecuada entre las columnas de ataque.

### Se evidencia el fracaso
La lucha vuelve a estancarse, hasta que el día 18 se lanza el último ataque republicano, con gran despliegue de artillería, pero que también fracasa. Después del día 18 la iniciativa correspondió a las tropas sublevadas, que recuperaron lentamente terreno hasta el 24 de diciembre. En esta fecha las tropas contendientes volvieron a sus antiguas posiciones y se dio prácticamente por terminada la ofensiva.
Los factores psicológicos que contribuyeron decisivamente a la victoria de los defensores de Villarreal fueron los siguientes:
- El lehendakari Aguirre tenía un optimismo que contagiaba, ello le hizo sobrevalorar el factor cuantitativo frente al cualitativo: las tropas vasco-republicanas se componían sobre todo de milicianos, muy aptos para la guerrilla urbana y muy poco para maniobras propias de ejército regular.

- Tanto la defensa de Villarreal como el empeño puesto en destruirla con sus defensores dentro, se hizo por razones de ego colectivo irracional, teniendo en ello muy poco que ver la racionalidad militar por parte de ambos bandos; esta lógica sería repetida en muchos otros episodios de la Guerra Civil, como el ataque y defensa del Alcázar o de Belchite. Los ataques sobre Villarreal, incluso después de comprobar su inutilidad final provocaron un despilfarro en el uso de la munición de la que ya no se recuperarían los atacantes.

- El mando republicano no tenía un objetivo ofensivo sino solo distractivo, fue solo la negociación entre ese mando y el Gobierno Vasco, que exigía contrapartidas, la que motivó unos objetivos militares ilusorios. La omnipresencia de lo político en las decisiones arrastró a la irracionalidad de las estrategias y expectativas, como por ejemplo el haber puesto límite a batallones cántabros para la presencia en el territorio vasco.

- El absoluto exceso de confianza llevó a no prever servicios sanitarios mínimos, lo que provocó la muerte de muchos de los heridos y la desconfianza futura en el mando. Este mismo exceso de confianza, que preveía una operación de diez horas máximo, fue el que llevó a no valorar el factor clima, el invierno, que atormentó a unas tropas a la intemperie, redujo las horas disponibles de visibilidad, elevó el cauce de los ríos, produciendo otra mortandad en su difícil paso bajo los disparos, convirtiéndose el río Urquiola muy crecido en un defensor lateral imprevistamente eficaz de Villarreal, que figuraba en los mapas de los asaltantes como un riachuelo.

## Resultado y consecuencias posteriores
El desastroso balance, al tiempo que debilitaba a las tropas atacantes, supuso un duro golpe en la moral del Eusko Gudarostea y un afianzamiento de la posición sublevada que con la incorporación de nuevos voluntarios igualara la capacidad militar del bando republicano. Las tropas defensoras había mostrado no solo una gran valentía individual, también una buena capacidad organizativa y previsión de las distintas estrategias tomando posiciones elevadas y manteniendo su apoyo y comunicación haciendo frente a todo un ejército. 
El Eusko Gudarostea había mostrado la gran valentía individual de sus integrantes, pero no era una organización aún realmente militarizada y el valor personal no había sido suficiente para derrotar a las tropas regulares del bando sublevado. El lehendakari Aguirre y el Gobierno Vasco aún deberían trabajar mucho para hacer del Eusko Gudarostea una herramienta bélica efectiva, y para ello resultaría indispensable la colaboración de los oficiales profesionales llegados del resto de la zona republicana y de los acantonados en Santander y Asturias. 